# ظفر أباد (مقاطعة دلفان)
ظفر أباد (بالفارسية: ظفرآباد) هي مستوطنة تقع في Nurabad Rural District في إيران. يقدر عدد سكانها بـ 716 نسمة .